# VRおじさんの初恋
『VRおじさんの初恋』（ブイアールおじさんのはつこい）は、暴力とも子による日本の漫画。もともとは2018年から2019年にかけて漫画アプリ「マンガコネクト」で連載されていた。2019年12月から2020年1月にかけてnoteなどで公開されると反響を呼び、既存話に加筆修正をし、第二部となる新規エピソードを加えた連載がウェブコミック配信サイト『ゼロサムオンライン』（一迅社）にて行われ、2020年8月7日から2021年3月5日まで連載された。
独身男性がVRの世界で少女に恋をする姿を描いた作品。
2022年、第21回（2021年度）センス・オブ・ジェンダー賞を受賞。
2022年11月に冒頭の内容がボイスコミック化された。
2023年1月27日にイメージソング「VRおじさんの初恋～Accept me～」が発売。制作はMOSAIC.WAV。コミックマーケット101(2022年12月30日)で先行販売。
2023年2月25日に電子書籍のコミックスとして、アフターストーリーを18ページに亘り描いた描き下ろし番外編『VRおじさんの初恋―白色矮星―』が発売された。
2024年4月よりNHK「夜ドラ」枠で放送された。主演は野間口徹。

## あらすじ

### 第一部
主人公の遠藤直樹。現実では冴えない中年男性の彼は、VRの世界でナオキという女子高生のアバターとして活動していた。そこで天真爛漫な美少女アバター・ホナミと出会う。そして、ホナミに初めての恋をする。
その後ナオキとホナミはVRワールドを一周する旅に出かけた。ホナミは病気でもうこの世界に来れないといい、アバターを停止した。その後ナオキはホナミのアバターから個人情報を取得し、ホナミを探し出した。

### 第二部
中学生の葵は祖父の家に行くことになり、祖父に教えたVRのアカウントにログインした。祖父のアバターの前に見知らぬ人物がおり、祖父の名前である「ホナミ」と声を掛けられた。
葵が祖父の家に行くと直樹がおり、祖父には友人と紹介された。葵と直樹はホナミの家に泊まることになる。
葵はホナミがVRをプレイしている様子を見つけ、ホナミと直樹の関係を探った。ホナミに探っていることがばれ怒られるも、直樹の介入もあり和解した。
その後ナオキとホナミは葵のアバターと共に旅を続け、世界の終わりにたどり着いた。ナオキはそこでホナミに指輪とウエディングドレスのアバターを渡しプロポーズした。

数ヶ月後、葵が久々にVRにログインすると、他のアバターに囲まれたナオキがいた。葵がナオキを追いかけると、1人になったナオキはアオイとの記憶を見た。涙を流すナオキに葵が手を掛け、共に泣くシーンで物語が終わった。

## 登場人物
声はボイスコミックの担当声優。
遠藤直樹（えんどう なおき）
声 -  常盤昌平
主人公。40代独身の男性。

NAOKI（ナオキ）
声 - 稲垣好
直樹のアバター。女子高生の見た目。

Honami0128（ホナミ）
声 - 齋田華帆
美少女アバター。中身は病気の男性。

葵（あおい）
ホナミの孫。ホナミにVRを教えた。

## 書誌情報
- 暴力とも子『VRおじさんの初恋』一迅社〈ZERO-SUMコミックス〉、全1巻
  - 2021年2月25日発売[13]、ISBN 978-4-7580-3592-7
- 暴力とも子『VRおじさんの初恋 ―白色矮星―』一迅社〈ZERO-SUMコミックス〉、全1巻（電子書籍のみ）
  - 2023年2月25日発売、ASIN B0BWDGFHR3

## ボイスコミック
2022年11月11日に第1話、11月14日に第2話のボイスコミックが、YouTubeのゼロサムYouTubeチャンネルにて配信された。

## テレビドラマ
2024年4月1日から5月23日までNHK「夜ドラ」枠で放送された。主演は野間口徹。なお本作品から金曜日深夜「ミッドナイトチャンネル」枠での再放送は、「イッキ見ゾーン」（当日1本目。最終週のみ「今夜も生でさだまさし」）終了次第1時間放送の時間不定となった（放送時間は番組ホームページ・NHK番組表に記載。ただし第3週は4月19日深夜（20日未明）にパリオリンピック男子サッカー・アジア最終予選兼AFC U23アジアカップ「日本U-23対アラブ首長国連邦U-23」の生中継の都合上、1日順延して4月20日深夜（21日未明）に放送）。
ギャラクシー賞 2024年5月度月間賞を受賞。

### ストーリー
基本的に原作漫画の展開をなぞっており、「原作世界観の延長線上にある」とされている。
特に原作第二部以降の展開は原作と異なり、飛鳥（原作では名前が出ていない）が深く関わる展開となっている。穂波が葵にVRを使う姿を見られた後、葵を庇った直樹の言葉が穂波の逆鱗に触れる。その後葵から穂波と娘（飛鳥）に亀裂がある事を聞き、親子の関係を修復するため直樹と葵が動く。
直樹と穂波が仲直りをしようとする中で、直樹は穂波から余命が近いことを聞く。一方葵は耕助が穂波のVRをする姿を見たことで、飛鳥に穂波の事を問い詰められ家出する。
直樹が家出した葵を迎え、葵を探しに来た耕助も加わって芦原親子の和解作戦を計画する。葵の誕生日会を穂波の家で行い、そこで葵が倒れ迎えに来た飛鳥と合わせると言うものだ。
しかし作戦は失敗し、迎えに来た飛鳥は穂波に怒った。穂波が作ったシュークリームを見た飛鳥は、かつて穂波がやったようにそれをゴミ箱に捨てた。作戦が失敗した直樹は穂波に事実を打ち明け、その上で穂波に飛鳥と会話したい意思がある事を確認した。
直樹は職場のコンビニで優人から「ブルース・リー」の名言を聞いた。その言葉に感銘を受けた直樹と葵は、耕助と共に新たな作戦を開始する。
その作戦とは飛鳥をVRの世界に誘い、穂波と同じように変わってもらう計画である。飛鳥は困惑しつつもVRゴーグルを装着した。そこでナオキと会話し、蒼の説得もあり穂波と現実で会う約束をした。現実世界で穂波と会って和解し、穂波が作ってきた潰れたシュークリームを食べた。
その後穂波は入院し、病院でVR世界の旅を再開した、ナオキとホナミは「世界の終わり」に到達する。そこでは放置されたアカウントが死者のように闇に吸い込まれていき、死を前にしたホナミはそれを見て怯えた。そんなホナミにナオキは指輪を渡しプロポーズをした。
その後穂波が死亡し、VRワールド「トワイライト」はサービス終了を迎えた。その後飛鳥の会社が出資し、別サービスとして再開した。ナオキは内緒でバックアップを残しており、新しいワールドに引き継いだデータを見てホナミとの思い出を振り返った。
第二部にあたる部分の脚本は、原作構想時の旧プロットを参考に書かれている。

### キャスト

#### 主要人物
遠藤直樹
演 - 野間口徹
主人公。40代独身サラリーマンの冴えないおじさん。VRを生き甲斐とし、サービス終了が近いVRワールド「トワイライト」の終わりを見届ける事を癒しとしている。
ナオキ
演 - 倉沢杏菜
直樹のアバター。
ホナミ
演 - 井桁弘恵
天真爛漫な美少女アバター。一人で過ごす直樹に突然話しかけ、困惑させつつも仲良くなる。
芦原穂波（あしはら ほなみ）
演 - 坂東彌十郎
一人暮らしの老人。VRにおけるホナミの正体。末期の持病があり余命が短い。

#### 芦原家
芦原飛鳥（あしはら あすか）
演 - 田中麗奈
IT企業を経営する実業家。穂波の娘。穂波とは仲が悪く疎遠になっている。
芦原葵（あしはら あおい）
演 - 柊木陽太
中学生。飛鳥の息子で、穂波の孫。穂波にVRを教えた。
アオイ
演 - 井上音生
葵のアバター。
堀耕助（ほり こうすけ）
演 - 前原滉
飛鳥の部下。

#### 直樹の同僚
佐々木瞳（ささき ひとみ）
演 - 堀内敬子
直樹の隣の席に座る同僚。お節介で直樹のことを心配するが、直樹の話はあまり聞いていない。
澤田龍之介（さわだ りゅうのすけ）
演 - 細田善彦
歳下の上司。直樹に早期退職を勧告する。
加藤真美（かとう まみ）
演 - 瀬戸芭月
若手社員。無口だが人の感情には敏感。物語中盤で退職を決める。

#### その他
荒井優人（あらい ゆうと）
演 - 青木柚
直樹のオフィスが入ったビルにあるコンビニの店員。
医師
演 - 酒井康行
穂波の主治医。

### スタッフ
- 原作 - 暴力とも子『VRおじさんの初恋』
- 脚本 - 森野マッシュ[1]
- 音楽 - 渡邊崇
- 主題歌 - C&K「ハートビート」[36]
- 挿入歌 - C&K「旅人」[36]
- 制作統括 - 桑野智宏
- プロデューサー - 大久保篤、舩田遼介
- 演出 - 吉田照幸、桑野智宏、石川慎一郎、中村俊介
- 美術 - 長谷川皓平
- 技術 - 小沢浩二
- 音響効果 - 山田正幸
- 労務考証 - 大津章敬
- 医事指導 - 冨田泰彦

### 放送日程
| 週    | 放送日  | 回     | 演出       |
| ----- | ------- | ------ | ---------- |
| 第1週 | 4月01日 | 1      | 吉田照幸   |
| 第1週 | 4月02日 | 2      | 吉田照幸   |
| 第1週 | 4月03日 | 3      | 吉田照幸   |
| 第1週 | 4月04日 | 4      | 吉田照幸   |
| 第2週 | 4月08日 | 5      | 吉田照幸   |
| 第2週 | 4月09日 | 6      | 吉田照幸   |
| 第2週 | 4月10日 | 7      | 吉田照幸   |
| 第2週 | 4月11日 | 8      | 吉田照幸   |
| 第3週 | 4月15日 | 9      | 桑野智宏   |
| 第3週 | 4月16日 | 10     | 桑野智宏   |
| 第3週 | 4月17日 | 11     | 桑野智宏   |
| 第3週 | 4月18日 | 12     | 桑野智宏   |
| 第4週 | 4月22日 | 13     | 桑野智宏   |
| 第4週 | 4月23日 | 14     | 桑野智宏   |
| 第4週 | 4月24日 | 15     | 桑野智宏   |
| 第4週 | 4月25日 | 16     | 桑野智宏   |
| 第5週 | 4月29日 | 17     | 石川慎一郎 |
| 第5週 | 4月30日 | 18     | 石川慎一郎 |
| 第5週 | 5月01日 | 19     | 石川慎一郎 |
| 第5週 | 5月02日 | 20     | 石川慎一郎 |
| 第6週 | 5月06日 | 21     | 中村俊介   |
| 第6週 | 5月07日 | 22     | 中村俊介   |
| 第6週 | 5月08日 | 23     | 吉田照幸   |
| 第6週 | 5月09日 | 24     | 吉田照幸   |
| 第7週 | 5月13日 | 25     | 中村俊介   |
| 第7週 | 5月14日 | 26     | 中村俊介   |
| 第7週 | 5月15日 | 27     | 中村俊介   |
| 第7週 | 5月16日 | 28     | 中村俊介   |
| 第8週 | 5月20日 | 29     | 吉田照幸   |
| 第8週 | 5月21日 | 30     | 吉田照幸   |
| 第8週 | 5月22日 | 31     | 吉田照幸   |
| 第8週 | 5月23日 | 32(終) | 吉田照幸   |

| NHK 夜ドラ                                      | NHK 夜ドラ                                  | NHK 夜ドラ                                       |
| 前番組                                          | 番組名                                      | 次番組                                           |
| ----------------------------------------------- | ------------------------------------------- | ------------------------------------------------ |
| ユーミンストーリーズ （2024年3月4日 - 3月21日） | VRおじさんの初恋 （2024年4月1日 - 5月23日） | 柚木さんちの四兄弟。 （2024年5月28日 - 7月18日） |